# Ḥalil
Ḥalil è una composizione per flauto e orchestra da camera scritta da Leonard Bernstein nel 1981.

## Storia
Il lavoro dura sedici minuti. Bernstein compose Ḥalil in onore di un giovane flautista israeliano, Yadin Tanenbaum, che era stato ucciso nel Canale di Suez durante la guerra dello Yom Kippur del 1973. Il lavoro fu presentato in anteprima allo Sultan’s Pool di Gerusalemme il 27 maggio 1981 con Jean-Pierre Rampal come solista e Bernstein alla direzione della Filarmonica d'Israele. La prima americana ebbe luogo a Tanglewood il 4 luglio 1981 con Doriot Anthony Dwyer come solista e membri della Boston Symphony Orchestra.

## Strumentazione
Ḥalil è scritto per flauto solista, ottavino e flauto contralto, timpani, cinque percussionisti (quattro rullanti, grancassa, quattro tom tom, una coppia di piatti, piatti crash alti e bassi, gong alti e bassi, chimes, tam-tam, triangoli alti e bassi, quattro woodblock, frusta, xilofono, glockenspiel e vibrafono), arpa e archi.
Nella versione del 1987 per flauto, pianoforte e percussioni, i timpani diventano opzionali e le parti delle percussioni a tastiera (xilofono, glockenspiel e vibrafono) vengono eliminate. Bernstein osserva: "L'ottavino e il flauto contralto, nella versione orchestrale, devono suonare da lontano ed essere invisibili".

## Dedica
Nella partitura di Ḥalil Bernstein scrive:

Quest'opera è dedicata "Allo spirito di Yadin e ai suoi fratelli caduti...

Ḥalil (la parola ebraica per "flauto") è formalmente diverso da qualsiasi altro lavoro che ho scritto, ma è come gran parte della mia musica, nella sua lotta tra forze tonali e non tonali. In questo caso sento che la lotta coinvolge le guerre e la minaccia delle guerre, il desiderio travolgente di vivere e le consolazioni dell'arte, dell'amore e della speranza di pace. È una specie di musica notturna, che, dalla sua apertura iniziale dodecafonica alla sua cadenza finale ambigua diatonica, è un conflitto continuo di immagini notturne: sogni di desiderio, incubi, riposo, insonnia, terrori notturni e il sonno stesso, Il fratello gemello della morte. Non ho mai conosciuto Yadin Tannenbaum, ma conosco il suo spirito.

## Struttura
Mentre Bernstein usa per diletto la scrittura dodecafonica nelle sinfonie Kaddish e Dybbuk, Ḥalil è invece radicato nelle tecniche a dodici toni. Il flauto solista arriva a tacere verso la fine del lavoro, come a suggerire l'inutilià della morte di Yadin, e il flauto contralto presente in orchestra e posto fuori scena suona un duetto con la viola solista. Halil è stato accolto bene dalla critica; l'orrore che Bernstein ha cercato di trasmettere è stato udito. Un critico del Washington Tribune definì il brano "un elemento minaccioso e formidabile che sussurra di incubi e orrori innominabili".